# Christian Rosenørn-Lehn
Christian Conrad Sophus lensbaron Rosenørn-Lehn (født 10. november 1827 på Orebygård, død 22. marts 1899 sammesteds) var en dansk lensbesidder, bror til Otto og Erik Christian Hartvig Rosenørn-Lehn og far til Frederik Rosenørn-Lehn.
Han var søn af Henrik Christian Rosenørn-Lehn og hustru Christiane Henriette von Barner. Rosenørn-Lehn blev uddannet forstkandidat, købte 1857 Rössjöholm og Højstrup i Skåne, blev hofjægermester og arvede 1892 Baroniet Guldborgland efter broderen Otto Rosenørn-Lehn.
Han blev gift 27. juli 1864 på Knuthenborg med Benedikte komtesse Knuth(-Knuthenborg) (2. maj 1842 på Knuthenborg - 17. december 1909), datter af Frederik Marcus Knuth. Sønnen Frederik arvede baroniet.
Han er begravet på Tårs Kirkegård.